# 39a cerimònia dels Premis César
La 39a cerimònia dels Premis César — també coneguts com Nuit des César — que premiava les pel·lícules estrenades el 2013, va tenir lloc el 28 de febrer de 2014 al Théâtre du Châtelet.
Les nominacions foren anunciades el 31 de gener de 2014. Presidida per François Cluzet, la cerimònia fou presentada per Cécile de France, qui reemplaça Antoine de Caunes, presentador de les tres cerimònies precedents.

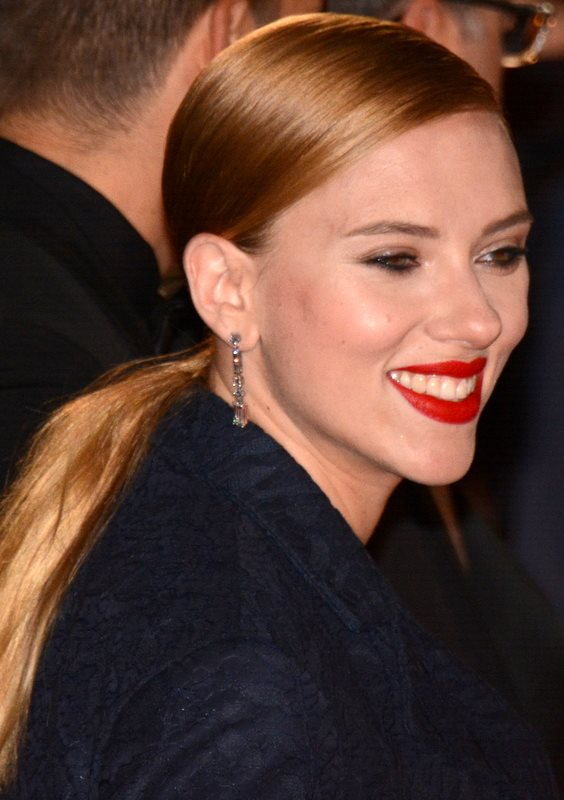
Scarlett Johansson va rebre el César d'honor.

Aquesta edició es va retransmetre en directe i sense xifrar a Canal+. La cerimònia va ser seguit per 2.3 milions d'espectadors. Això correspon al 11,2% de l'audiència.

## Presentadors i ponents
- François Cluzet, president de la cerimònia
- Cécile de France, mestressa de cerimònies
- Bérénice Bejo, per la presentació del César a l'actriu més prometedora
- Charles Berling i Nora Arnezeder, pel César a la millor primera pel·lícula
- Zabou Breitman, pel César al millor actor secundari
- Kev Adams, pel César a la millor pel·lícula d'animació
- Pierre Niney i Lorànt Deutsch, per la presentació del César a la millor adaptació
- Audrey Fleurot, per l'entrega del César a l'actor més prometedor
- Alex Lutz i Anne Marivin, per la presentació del César a la millor fotografia
- Stéphane De Groodt, per la presentació del César al millor so
- Rossy de Palma, per la presentació del César a la millor pel·lícula estrangera
- Beth Ditto, per la presentació del César a la millor música
- Jean-Hugues Anglade, per la presentació del César al millor guió original
- André Dussollier, pel César a la millor actriu secundària
- Agnès Varda, pel premi César a la millor pel·lícula documental
- Alex Lutz i Anne Marivin, pel César al millor disseny i el César al millor muntatge
- Quentin Tarantino, per la presentació del César Honorari
- Déborah François, per la presentació del César al millor vestit
- Clément Sibony i Izïa Higelin, pel César al millor curtmetratge
- Sara Forestier, per la presentació del César al millor director
- Jeremy Irons, per la presentació del César a la millor actriu
- Nicole Garcia, per la presentació del César al millor actor
- François Cluzet, per la presentació del César a la millor pel·lícula

## Desenvolupament
La gran triomfadora de la nit va ser Guillaume i els nois, a taula! de Guillaume Gallienne, que amb deu nominacions va guanyar cinc premis: millor pel·lícula, millor actor, millor guió adaptat, millor primera pel·lícula i millor muntatge. A més Guillaume Gallienne guanya personalment els de millor actor i millor guió. Per contra, La vida d'Adèle d'Abdellatif Kechiche, gran triomfadora al Festival de Canes, amb vuit nominacions, només va guanyar el premi a la millor actriu revelació.

## Guanyadors i nominats
Els guanyadors s'indiquen en negreta
| Millor pel·lícula - Guillaume i els nois, a taula! de Guillaume Gallienne, produït per Cyril Colbeau-Justin, Jean-Baptiste Dupont, Alice Girard i Édouard Weil - 9 Mois ferme d'Albert Dupontel, produït per Catherine Bozorgan - L'Inconnu du lac d'Alain Guiraudie, produït per Sylvie Pialat i Jean-Laurent Csinidis - Jimmy P. (Psychotherapy of a Plains Indian) d'Arnaud Desplechin, produït per Pascal Caucheteux i Grégoire Sorlat - Le Passé d'Asghar Farhadi, produït per Alexandre Mallet-Guy - La Venus de les pells de Roman Polanski, produït per Robert Benmussa i Alain Sarde - La vida d'Adèle d'Abdellatif Kechiche, produït per Abdellatif Kechiche, Vincent Maraval i Brahim Chioua | Millor director - Roman Polanski per La Venus de les pells - Albert Dupontel per 9 Mois ferme - Guillaume Gallienne per Guillaume i els nois, a taula! - Alain Guiraudie per L'Inconnu du lac - Arnaud Desplechin per Jimmy P. (Psychotherapy of a Plains Indian) - Asghar Farhadi per Le Passé - Abdellatif Kechiche per La vida d'Adèle |
| Millor actor - Guillaume Gallienne pels papers de Guillaume i Maman a Guillaume i els nois, a taula! - Mathieu Amalric pel paper de Thomas a La Venus de les pells - Michel Bouquet pel paper d'Auguste Renoir a Renoir - Albert Dupontel pel paper de Bob Nolan a 9 Mois ferme - Grégory Gadebois pel paper de Frédi a Mon âme par toi guérie - Fabrice Luchini pel paper de Serge Tanneur a Molière en bicicleta - Mads Mikkelsen pel paper de Michael Kohlhaas a Michael Kohlhaas | Millor actriu - Sandrine Kiberlain pel paper d'Ariane Felder a 9 Mois ferme - Fanny Ardant pel paper de Caroline a Les Beaux Jours - Bérénice Bejo pel paper de Marie a Le Passé - Catherine Deneuve pel paper de Bettie a El viatge de la Bettie - Sara Forestier pel paper de Suzanne a Suzanne - Emmanuelle Seigner pel paper de Vanda a La Venus de les pells - Léa Seydoux pel paper d'Emma a La vida d'Adèle |
| Millor actor secundari - Niels Arestrup pel paper de Claude Maupas a Cròniques diplomàtiques: Quai d'Orsay - Patrick Chesnais pel paper de Philippe a Les Beaux Jours - Patrick d'Assumçao pel paper d'Henri a L'Inconnu du lac - François Damiens pel paper de Nicolas a Suzanne - Olivier Gourmet pel paper de Gilles a Grand Central | Millor actriu secundària - Adèle Haenel pel paper de Marie a Suzanne - Marisa Borini pel paper de la mare a Un castell a Itàlia - Françoise Fabian pel paper de Babou a Guillaume i els nois, a taula! - Julie Gayet pel paper de Valérie Dumontheil a Cròniques diplomàtiques: Quai d'Orsay - Géraldine Pailhas pel paper de Sylvie a Jove i bonica |
| Millor actor revelació - Pierre Deladonchamps pel paper de Franck a L'Inconnu du lac - Paul Bartel pel paper de JB a Les Petits Princes - Paul Hamy pel paper de Julien a Suzanne - Vincent Macaigne pel paper de Pator a La Fille du 14 juillet - Nemo Schiffman pel paper de Charly a El viatge de la Bettie | Millor actriu revelació - Adèle Exarchopoulos pel paper d'Adèle a La vida d'Adèle - Lou de Laâge pel paper de Raphaëlle Dalio a Jappeloup - Pauline Étienne pel paper de Suzanne Simonin a La Religieuse - Golshifteh Farahani pel paper de la femme a Sang-e saboor - Marine Vacth pel paper d'Isabelle a Jove i bonica |
| Millor pel·lícula estrangera - Alabama Monroe de Felix Van Groeningen - Blancaneu de Pablo Berger - Blue Jasmine de Woody Allen - Dead Man Talking de Patrick Ridremont - Django desencadenat de Quentin Tarantino - La grande bellezza de Paolo Sorrentino - Gravity d'Alfonso Cuarón | Millor primera pel·lícula - Guillaume i els nois, a taula! de Guillaume Gallienne - La Bataille de Solférino de Justine Triet - En solitari de Christophe Offenstein - La Fille du 14 juillet de Antonin Peretjatko - La Cage Dorée de Ruben Alves |
| Millor guió original - 9 Mois ferme – Albert Dupontel - Molière en bicicleta – Philippe Le Guay - L'Inconnu du lac – Alain Guiraudie - Le Passé – Asghar Farhadi - Suzanne – Katell Quillévéré, Mariette Désert | Millor guió adaptat - Guillaume i els nois, a taula! – Guillaume Gallienne, adaptat de l'obra de teatre Guillaume i els nois, a taula! de Guillaume Gallienne - Jimmy P. (Psychotherapy of a Plains Indian) – Arnaud Desplechin, Julie Peyr i Kent Jones, adaptat del llibre Psychothérapie d'un indien des Plaines : réalités et rêve de Georges Devereux - Cròniques diplomàtiques: Quai d'Orsay – Bertrand Tavernier, Christophe Blain i Antonin Baudry adaptat del còmic Quai d'Orsay de Christophe Blain i Abel Lanzac - La Venus de les pells – Roman Polanski i David Ives, adaptat de l'obra de teatre Venus in Fur de David Ives - La vida d'Adèle – Abdellatif Kechiche i Ghalya Lacroix, adaptat del còmic Le bleu est une couleur chaude de Jul' Maroh |
| Millor música - Michael Kohlhaas – Martin Wheeler - Nova vida a Nova York – Loïc Dury, Christophe Minck - Molière en bicicleta – Jorge Arriagada - L'Écume des jours – Étienne Charry - La Venus de les pells – Alexandre Desplat | Millor fotografia - L'extraordinari viatge de T. S. Spivet – Thomas Hardmeier - L'Inconnu du lac – Claire Mathon - Michael Kohlhaas – Jeanne Lapoirie - Renoir – Mark Lee Ping-Bin - La vida d'Adèle – Sofian El Fani |
| Millor decorat - L'Écume des jours – Stéphane Rozenbaum - L'extraordinari viatge de T. S. Spivet – Aline Bonetto - Guillaume i els nois, a taula! – Sylvie Olivé - Michael Kohlhaas – Yan Arlaud - Renoir – Benoît Barouh | Millor muntatge - Guillaume i els nois, a taula! – Valérie Deseine - 9 Mois ferme – Christophe Pinel - L'Inconnu du lac – Jean-Christophe Hym - La vida d'Adèle – Camille Toubkis, Albertine Lastera, Jean-Marie Lengellé, Ghalya Lacroix - Le Passé – Juliette Welfling |
| Millor so - Michael Kohlhaas – Jean Mallet, Jean-Pierre Duret, Mélissa Petitjean - L'Inconnu du lac – Philippe Grivel, Nathalie Vidal - Guillaume i els nois, a taula! – Marc-Antoine Beldent, Loïc Prian, Olivier Dô Huu - La Venus de les pells – Lucien Balibar, Nadine Muse, Cyril Holtz - La vida d'Adèle – Jérôme Chenevoy, Fabien Pochet, Roland Voglaire, Jean-Paul Hurier | Millor vestuari - Renoir – Pascaline Chavanne - L'Écume des jours – Florence Fontaine - L'extraordinari viatge de T. S. Spivet – Madeline Fontaine - Guillaume i els nois, a taula! – Olivier Bériot - Michael Kohlhaas – Anina Diener |
| Millor curtmetratge - Le Cri du homard de Nicolas Guiot - Ce n'est pas un film de cow-boys de Benjamin Parent - Ce qu'il restera de nous de Vincent Macaigne - Les Meutes de Manuel Schapira - La Vie parisienne de Vincent Dietschy | Millor documental - Sur le chemin de l'école de Pascal Plisson - Comment j'ai détesté les maths de Olivier Peyon - Le Dernier des injustes de Claude Lanzmann - Il était une forêt de Luc Jacquet - La Maison de la radio de Nicolas Philibert |
| Millor pel·lícula d'animació - Loulou, l'incroyable secret d’Éric Omond i Grégoire Solotareff - Aya de Yopougon de Marguerite Abouet i Clément Oubrerie - Ma maman est en Amérique, elle a rencontré Buffalo Bill de Marc Boréal i Thibaut Chatel | Millor curtmetratge d'animació - Mademoiselle Kiki et les Montparnos d’Amélie Harrault - Lettres de femmes d’Augusto Zavonello |
| César d'honor - Scarlett Johansson | César tècnic - Didier Diaz, president de Transpalux |